# Олфорд (Флорида)
Олфорд (англ. Alford) — небольшой город (таун), расположенный в округе Джэксон (штат Флорида, США) с населением в 466 человек по статистическим данным переписи 2000 года.

## География
По данным Бюро переписи населения США Олфорд имеет общую площадь в 3,37 квадратных километров, водных ресурсов в черте населённого пункта не имеется.
Город Олфорд расположен на высоте 45 м над уровнем моря.

## Демография
По данным переписи населения 2000 года в Олфордe проживало 466 человек, 133 семьи, насчитывалось 196 домашних хозяйств и 235 жилых домов. Средняя плотность населения составляла около 138,28 человек на один квадратный километр. Расовый состав населённого пункта распределился следующим образом: 96,35 % белых, 1,50 % — чёрных или афроамериканцев, 0,86 % — коренных американцев, 1,07 % — представителей смешанных рас, 0,21 % — других народностей. Испаноговорящие составили 2,36 % от всех жителей.
Из 196 домашних хозяйств в 30,1 % воспитывали детей в возрасте до 18 лет, 48,0 % представляли собой совместно проживающие супружеские пары, в 14,3 % семей женщины проживали без мужей, 32,1 % не имели семей. 29,6 % от общего числа семей на момент переписи жили самостоятельно, при этом 15,8 % составили одинокие пожилые люди в возрасте 65 лет и старше. Средний размер домашнего хозяйства составил 2,38 человек, а средний размер семьи — 2,93 человек.
Население города по возрастному диапазону по данным переписи 2000 года распределилось следующим образом: 27,7 % — жители младше 18 лет, 5,6 % — между 18 и 24 годами, 27,0 % — от 25 до 44 лет, 23,0 % — от 45 до 64 лет и 16,7 % — в возрасте 65 лет и старше. Средний возраст жителей составил 37 лет. На каждые 100 женщин в Олфордe приходилось 82,0 мужчин, при этом на каждые сто женщин 18 лет и старше приходилось 82,2 мужчин также старше 18 лет.
Средний доход на одно домашнее хозяйство составил 19 250 долларов США, а средний доход на одну семью — 24 375 долларов. При этом мужчины имели средний доход в 28 333 доллара США в год против 16 250 долларов среднегодового дохода у женщин. Доход на душу населения составил 19 250 долларов в год. 27,9 % от всего числа семей в населённом пункте и 36,9 % от всей численности населения находилось на момент переписи населения за чертой бедности, при этом 52,4 % из них были моложе 18 лет и 15,5 % — в возрасте 65 лет и старше.